# Candida Höfer
Pour les articles homonymes, voir Höfer.
Candida Höfer, née le 4 février 1944 à Eberswalde en Allemagne, est une photographe conceptuelle allemande.
Grande star de l'École de Düsseldorf, elle est spécialiste des photographies grand format d'intérieurs vides qui capturent la psychologie de l'architecture sociale.

## Biographie
Candida Höfer commence sa formation à l'École des beaux-arts de Cologne avant d'étudier le cinéma avec Ole John, puis de suivre les cours de Bernd et Hilla Becher à l'Académie des beaux-arts de Düsseldorf de 1973 à 1982. 
Elle est reconnue comme l'une des grandes élèves de l'École de Düsseldorf, aux côtés de Andreas Gursky, Axel Hütte ou Thomas Ruff. Aujourd'hui, l'artiste vit et travaille à Cologne.

## Œuvre
Candida Höfer commence sa pratique par une série de clichés montrant les travailleurs immigrés. Puis, au fur et à mesure des années, elle abandonne l'humain pour se focaliser sur les vues d'intérieurs vides à l'ambiance aseptisée. Elle documente ainsi les plus grands lieux de la culture, opéras, musées, bibliothèques, églises, dans une esthétique baroque. 
Dans ses clichés, l’architecture classique et moderne change d'image, elle est désincarnée de toute narration. La précision de son œil, restituée grâce aux très grands formats montrant nombre de détails, s’associe à une poétique de la symétrie et de la lumière. 
Elle dit préférer la beauté de l’ordre, à l'intervention humaine. Sa galeriste Hélène Nguyen-Ban explique à ce sujet : « Sa précision distancée et froide, la rigueur et la simplicité minimaliste de ses images accentuent avec force la présence spirituelle et sacrée de ces lieux chargés d’histoire et de mémoire. »
En 2019, elle dévoile ses derniers clichés sur l'architecture parisienne, notamment des grandes salles la bibliothèque de l’Institut national d'histoire de l'art.

## Reconnaissance et distinctions
Sa première distinction, le Kunstpreis Finkenwerder (de) lui est remis en 1987. 
L'artiste reçoit aussi l'ordre du Mérite de la République fédérale d'Allemagne, en 2015. La même année, elle est également lauréate du Cologne Fine Art Prize en 2015. 
Enfin, en 2018, c'est le Sony World Photography Awards qui lui est remis par honorer l'ensemble de sa carrière et son apport à la photographie contemporaine.

## Expositions personnelles (sélection)
- Offentliche Innenraume 1979-1982, Museum Folkwang, Essen, 1982[15].

- Fotografien, Kunstverein Bremerhaven, Bremerhaven, 1989[15].

- Candida Höfer. Photographie ; Kunstverein Wolfsburg, Wolfsburg, du 13 septembre au 15 novembre 1998[16].

- Candida Höfer. Orte Jahre Photographien 1968-1999, Kunsthalle Nurnberg, Nuremberg, 2000[17].

- Candida Höfer: Photographs, Michigan Avenue Galleries, Chicago, 2005.

- Candida Höfer: Baltimore, The Baltimore Museum of Art, Baltimore, du 16 novembre 2011 au 26 février 2012.

- Candida Höfer: Memory, musée de l'Ermitage, Saint-Petersburg, 2015[18].

- Candida Höfer, Neuer Berliner Kunstverein, Berlin, du 3 décembre 2016 au 29 janvier 2017[19].

- Candida Höfer en México, Museo Amparo, Puebla, du 17 mars au 9 juillet 2018[20].

Son travail est aussi exposé lors de la Le Biennale de Venise en 2003.

## Collections publiques
Les photographies de Candida Höfer font partie des collections de plusieurs grandes institutions étrangères parmi lesquelles :
- Jewish Museum, New York[21].
- Solomon R. Guggenheim Museum, New York[22].
- Museum of Modern Art, New York[23].
- International Center for Photography, New York[24].
- San Francisco Museum of Modern Art, San Francisco[25].
- Tate Modern, Londres[26].

Quelques œuvres sont aussi présentes dans des musées français tels qu'au : 
- Musée national d'Art moderne - Centre Georges-Pompidou[27]
- Centre national des arts plastiques[28]
- Frac Île-de-France[29]

## Publications

### Articles
- Avec Liesbeth Bik, Jos van der Pol, Luísa Cunha, Penelope Curtis et Jyrki Siukonen, « Library Users: A Virtual Debate Among Artists on How and Why Libraries Matter to Them », Perspective, 2 | 2016, 29-38 [mis en ligne le 30 juin 2017, consulté le 31 janvier 2022. URL : http://journals.openedition.org/perspective/6762 ; DOI : https://doi.org/10.4000/perspective.6762].